# Chirbat as-Sauda (Hims)
Chirbat as-Sauda (arab. خربة السودا) – wieś w Syrii, w muhafazie Hims. W 2004 roku liczyła 507 mieszkańców.